# Пузур-Ашшур I
Пузур-Ашшур I — правитель стародавнього міста Ашшур на початку XX століття до н. е. Був засновником нової ассирійської династії, що правила упродовж майже двох століть, поки Ерішума II не повалив Шамші-Адад I.
Пузур-Ашшур I, скориставшись послабленням могутності царів III династії Ура, захопив владу в Ашшурі та став незалежним правителем.